# Diecezja Bissau
Diecezja Bissau (łac. Dioecesis Bissagensis, port. Diocese de Bissau) – rzymskokatolicka diecezja ze stolicą w Bissau, w Gwinei Bissau.
Diecezja nie wchodzi w skład żadnej metropolii. Podlega ona bezpośrednio Stolicy Apostolskiej.

## Historia
- 21 marca 1977 powołanie rzymskokatolickiej Diecezji Bissau.

## Główne świątynie
- Katedra: Katedra Matki Bożej z Candelarii w Bissau

## Biskupi Bissau
- Settimio Ferrazzetta OFM (1977–1999)
- José Câmnate na Bissign (1999–2020)
- José Lampra Cà (od 2020)